# Volksnationale Reichsvereinigung
Die Volksnationale Reichsvereinigung (VNR, auch VNRV und VR) war eine politische Partei in der Weimarer Republik, die eng mit dem Jungdeutschen Orden (Jungdo) verbunden war. Sie wurde am 5./6. April 1930 in Berlin gegründet und löste sich 1932 wieder auf.

## Geschichte

### Vorgeschichte
Die Volksnationale Reichsvereinigung entstand vor dem Hintergrund der Neuformierung der bürgerlichen Parteien gegen Ende der Weimarer Republik. Sowohl die Gründung der Volksnationalen Reichsvereinigung als auch die mit ihrer kurzzeitigen Beteiligung entstandene Deutsche Staatspartei waren Versuche zu einer Sammlungsbewegung der Kräfte in der politischen Mitte angesichts einer zunehmenden Radikalisierung. Dabei sollten vor allem jüngere Menschen angesprochen werden. Entsprechende Überlegungen hatte der Jungdo-Führer Artur Mahraun bereits seit dem Sommer 1928 angestellt, die schließlich in einem Erlass von „Richtlinien zur Vorbereitung einer volksnationalen Aktion“ des Hochkapitels des Jungdo mündeten, in dem man die Schaffung eines „Volksbundes mit parlamentarischem Machtwillen“ forderte. Am 29. März 1929 fand im Saalbau Friedrichshain in Berlin eine erste Kundgebung als Werbeveranstaltung für die „Volksnationale Aktion“ statt. Es folgten weitere Kundgebungen in Dortmund, Danzig und Dresden. Diese Entwicklung erregte auch außerhalb des Jungdo Aufmerksamkeit und führte zur Annäherung an Vertreter anderer Parteien und Organisationen, wie dem Vorsitzenden der Deutschen Demokratischen Partei (DDP) Erich Koch-Weser, der eine Sammlung der Liberalen in einer neuen „Staatspartei“ anstrebte, sowie den bürgerlichen Gewerkschaftsfunktionären Friedrich Baltrusch und Ernst Lemmer.

### Gründung
Am 1. November 1929 veröffentlichte Mahraun einen Aufruf zur Gründung der Volksnationalen Reichsvereinigung, dem sich in den nächsten Monaten 600 Persönlichkeiten anschlossen. Parallel dazu entstanden in enger Anbindung an den Jungdo Orts- und Kreisausschüsse. Die eigentliche Gründung fand auf dem ersten Reichsvertretertag am 5./6. April 1930 in der Berliner Philharmonie durch rund 700 Vertreter der Kreisausschüsse statt. Zum Führer wurde Artur Mahraun gewählt. Es folgte eine Vielzahl von Kundgebungen im gesamten Reich, wobei ein Schwerpunkt in Sachsen lag, weil dort am 22. Juni eine Landtagswahl stattfand, bei der sich die VNR erstmals dem Wählervotum stellte und zwei Sitze errang.

### Bildung und Scheitern der Staatspartei
Die Auflösung des Reichstags am 18. Juli 1930 brachte für die angestrebte Sammlungsbewegung der politischen Mitte neue Impulse. So wurden vor allem die Gespräche mit Vertretern der DDP forciert. Nach vertraulichen Verhandlungen mit dem Parteivorsitzenden Koch-Weser und weiteren Beteiligten wurde am 27. Juli 1930 ein Gründungsabkommen zur Bildung der Deutschen Staatspartei beschlossen, das am 30. Juli nach kontroverser Diskussion auch vom Parteiausschuss der DDP mehrheitlich gebilligt wurde. Es wurde ein mit Vertretern beider Parteien und der beteiligten Gewerkschaftsführer besetzter Hauptaktionsausschuss gebildet, der vor allem den anstehenden Wahlkampf organisieren und den Gründungsprozess vorantreiben sollte. In den folgenden Wochen kam es zu starken Auseinandersetzungen bei der Aufstellung der gemeinsamen Wahlvorschläge. Neben diesen personellen Querelen stellte sich immer mehr heraus, dass die politischen Mentalitäten der Partner sehr unterschiedlich waren. Diese Differenzen konnten nicht beseitigt werden und führten letztendlich zum Scheitern der Fusion. So beharrte die VNR auf Mahraun als „außerparlamentarischem Führer“ der neuen Partei und auf ihrer Rolle als eigenständige „Heersäule“ innerhalb der Staatspartei. Aufgrund der anhaltenden Differenzen erklärte die VNR am 7. Oktober 1930 ihren Austritt aus dem Hauptaktionsausschuss. Damit war die Gründung der Staatspartei als Sammlungsbewegung gescheitert. Die Führungsgremien der DDP hielten dennoch an der Umwandlung ihrer Partei fest und gründeten am 9. November 1930 in Hannover die Deutsche Staatspartei.

## Wahlen

### Reichstag
Bei der Reichstagswahl am 14. September 1930 erreichten die aus gemeinsamen Listen von DDP und VNR bestehenden Wahlvorschläge der Deutschen Staatspartei 3,8 Prozent, was 20 Sitzen entsprach. Am 17. September 1930 konstituierte sich zunächst eine gemeinsame Reichstagsfraktion aller über diese Wahlvorschläge gewählten Abgeordneten. Nach dem Zerwürfnis zwischen der DDP und dem Jungdeutschen Orden traten die sechs Abgeordneten, die aus der VNR kamen, am 9. Oktober 1930 wieder aus der Fraktion aus und bildeten bis zum Ende der Wahlperiode eine eigene Gruppe, die keinen Fraktionsstatus hatte. Den verbliebenen Abgeordneten gelang die Fraktionsbildung nur, weil es Übertritte von anderen Parteien gab.

### Landtage

#### Sachsen
Zur Landtagswahl in Sachsen am 22. Juni 1930 trat die VNR das einzige Mal in ihrer Geschichte mit einer eigenen Liste an. Sie erreichte 1,51 Prozent und stellte damit zwei Abgeordnete, darunter mit Max Lasse einen der Mitbegründer der VNR. Aufgrund der politischen Konstellationen in dieser Wahlperiode amtierte Lasse trotz der geringen Mandatszahl von 1931 bis 1932 sogar als 2. stellvertretender Präsident des Landtags. Im Jahr 1930 verhinderte die VNR gemeinsam mit der DDP die Ernennung des NSDAP-Politikers Gregor Straßer zum sächsischen Innenminister in einer von den bürgerlichen Parteien gemeinsam mit der NSDAP angestrebten Regierung unter Führung der DNVP. Zu einer verfestigten Zusammenarbeit der VNR-Abgeordneten mit den drei Abgeordneten der DDP, die sich inzwischen auch im Landtag zur Deutschen Staatspartei umbenannt hatten, kam es jedoch nicht.

#### Braunschweig
Bei der Wahl zum Landtag im Freistaat Braunschweig, die wie die Wahl zum 5. Reichstag am 14. September 1930 stattfand, zog das VNR-Mitglied Walter Schrader auf dem Wahlvorschlag der Deutschen Staatspartei in das Parlament ein. Sie hatte 3,01 Prozent der Stimmen erhalten. Aufgrund der knappen Mehrheitsverhältnisse spielte Schrader in der Wahlperiode mehrfach eine wichtige Rolle bei Abstimmungen im Landtag.

## Veröffentlichungen
- Volksnationale Reichsvereinigung: Der erste Reichsvertretertag am 5. und 6. April 1930. Jungdeutscher Verlag, Berlin 1930.